# Synagoge (Stupava)

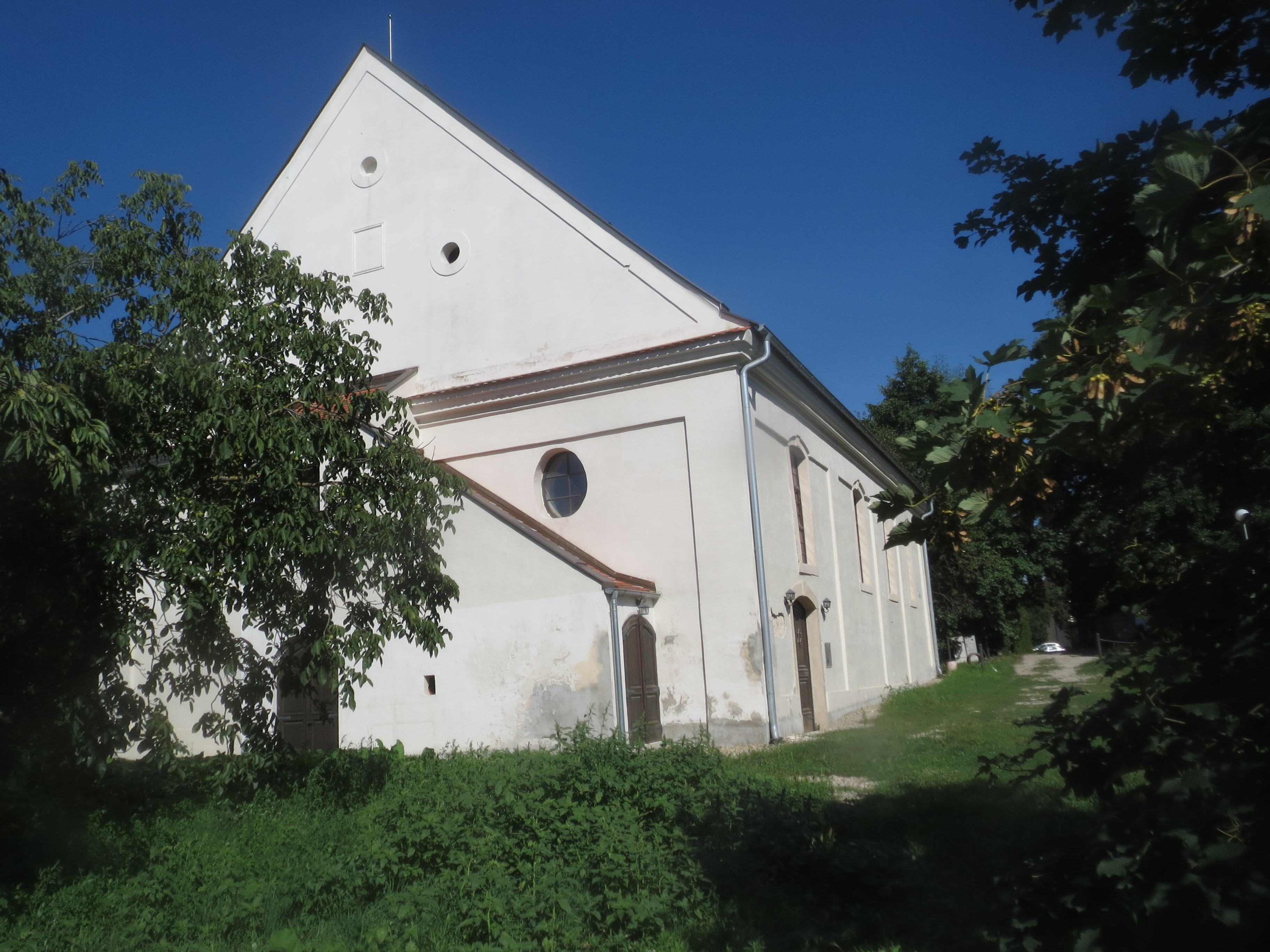
Synagoge in Stupava nach der Renovierung

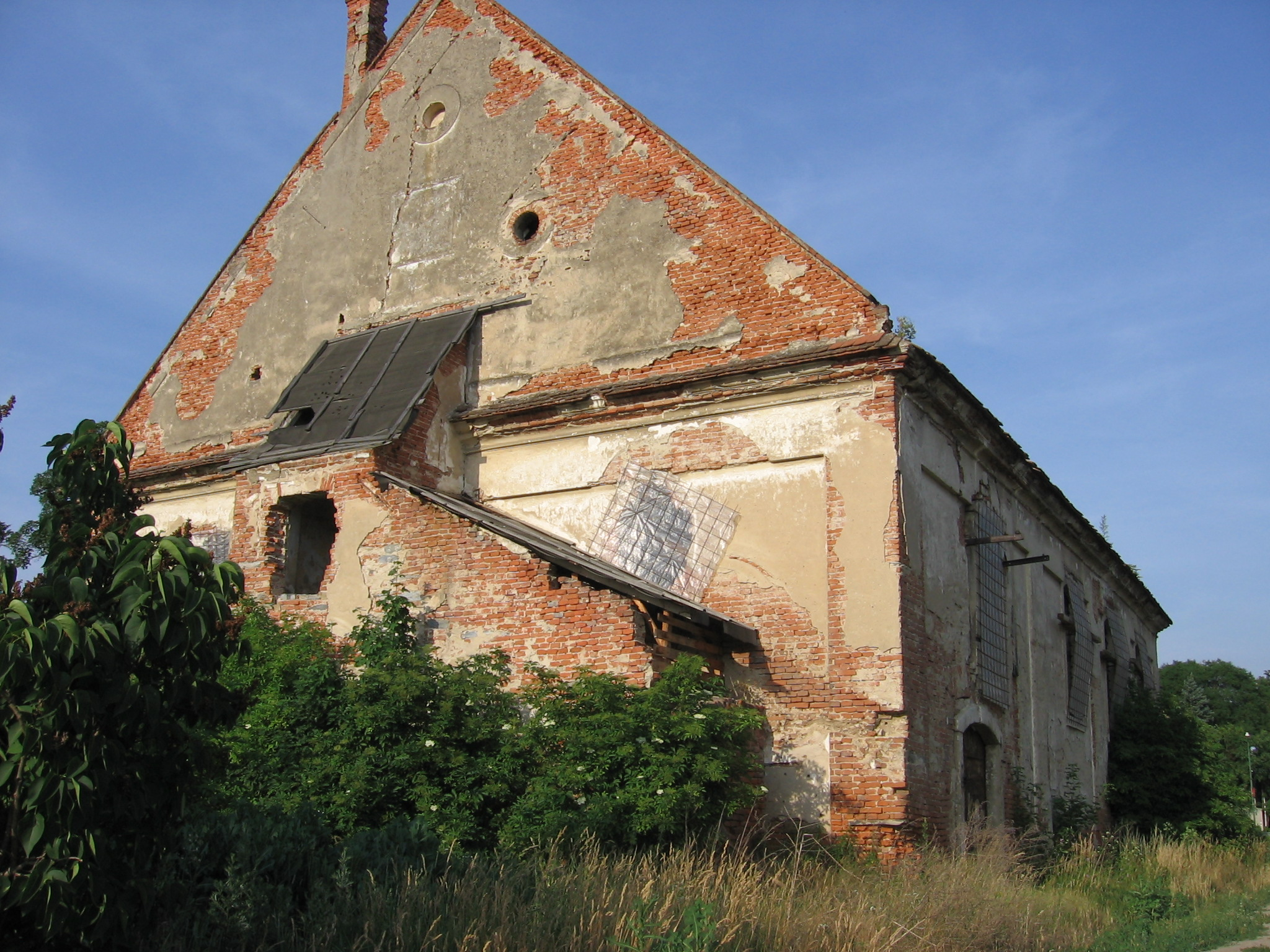
Synagoge vor der Renovierung

Die Synagoge in Stupava, einer slowakischen Stadt im Bezirk Malacky, wurde 1803 errichtet.

## Architektur
Das rechteckige Gebäude mit massiven Wänden hat einfache Barockfenster und ein Satteldach. Der Zugang zur Frauenempore erfolgte über eine diagonal zur Westwand angebrachte äußere Treppe.
Das Innere besteht aus der nahezu quadratische Haupthalle (dem Gebetsraum der Männer), sowie der im Westen vorgelagerten Vorhalle und Studierräumen. Darüber befindet sich die Frauengalerie.
Von dem Toraschrein ist nur noch die Nische zu sehen.
Von der Bima ist noch die Plattform erhalten. Sie stand in der Mitte der Halle, an deren Ecken vier Säulen das Gewölbe stützen. Dadurch wird die Decke in neun Felder unterteilt. Dieser Stil der sogenannten Neun-Felder-Synagoge tauchte erstmals in der Großen Maharscha-Synagoge in Ostroh und der Großen Vorstadt-Synagoge in Lemberg auf. Die Säulen sind mit schönen Ornamenten verziert.
In der Slowakei gibt es heute lediglich noch die Alte Synagoge in Bardejov, die diesen Stil aufweist.
Das Synagogengebäude an der Hlavná-Straße wurde ab 2008 renoviert und soll für kulturelle Zwecke genutzt werden.